# Wilhelm Pertsch

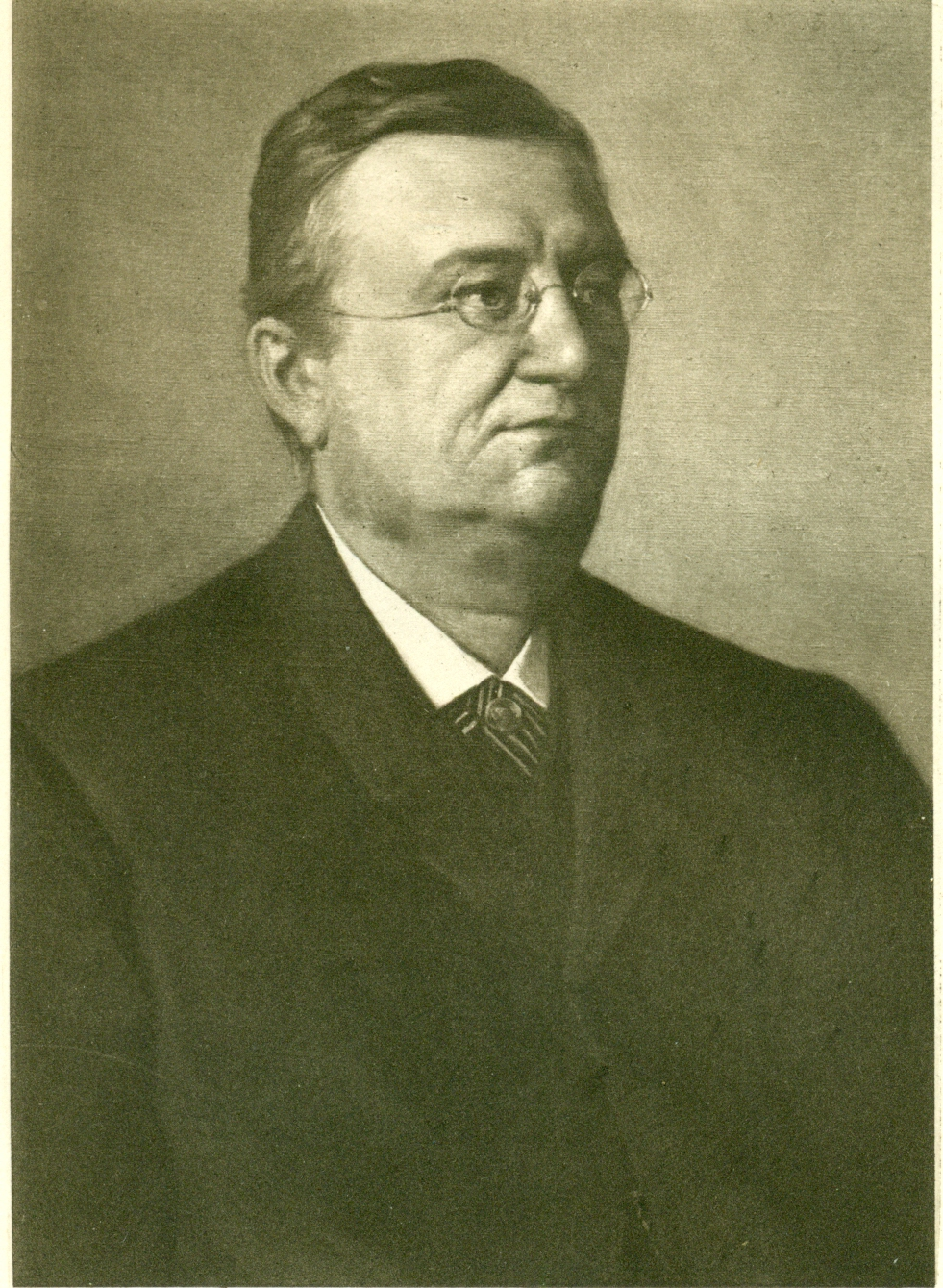
Wilhelm Pertsch

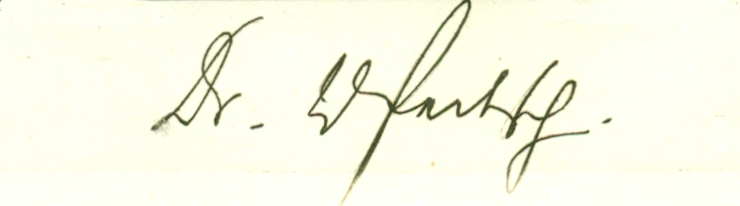
Unterschrift von Wilhelm Pertsch

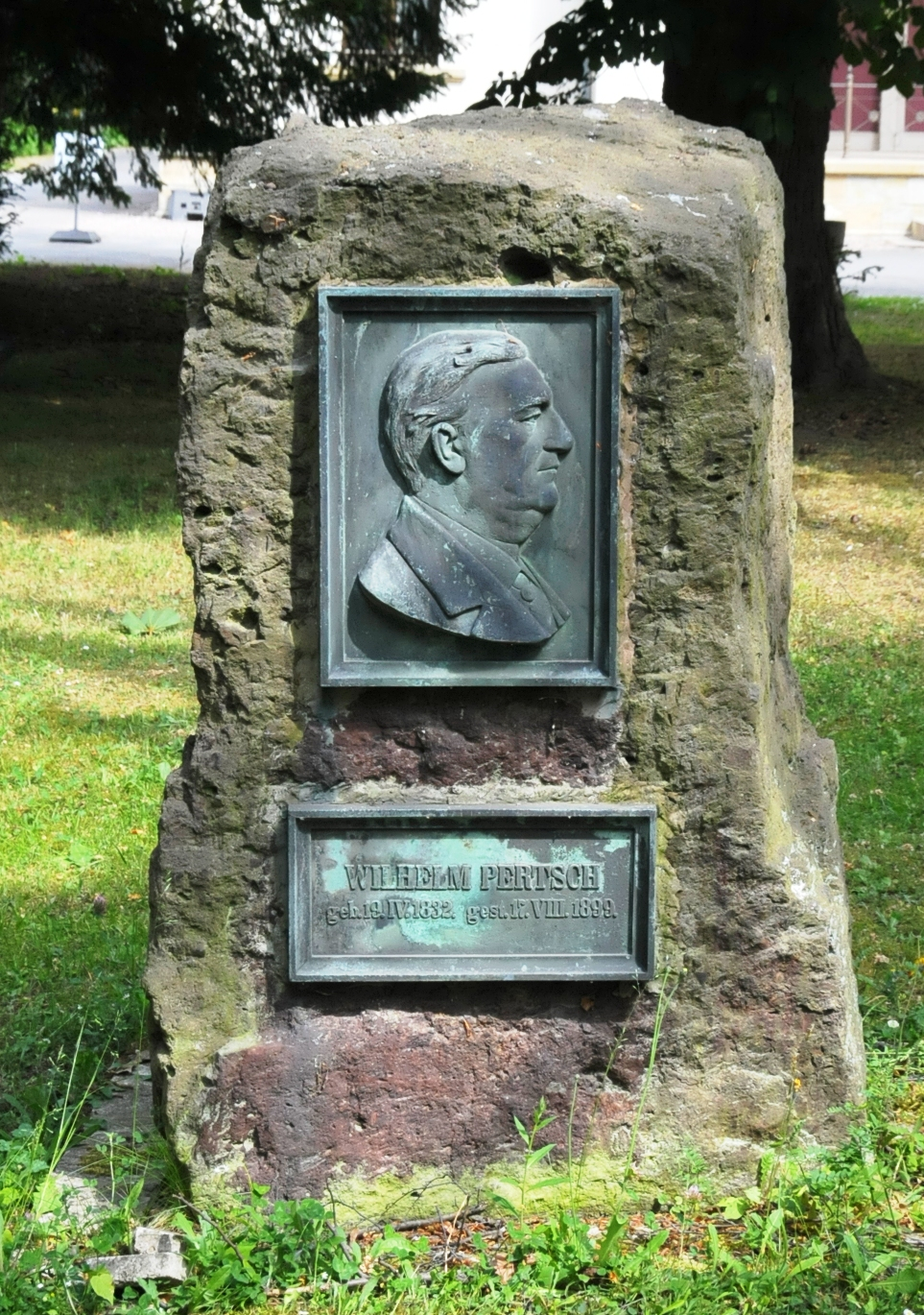
Grabmal von Wilhelm Pertsch auf dem Hauptfriedhof Gotha

Wilhelm Pertsch (* 19. April 1832 in Coburg; † 17. August 1899 in Gotha) war ein deutscher Bibliothekar und Orientalist.

## Leben und Werk
Wilhelm Pertsch studierte in Berlin und Tübingen orientalische Sprache und unternahm daraufhin eine neunmonatige Studienreise nach Paris, London und Oxford. Im Oktober 1855 begann er seine Tätigkeit an der Gothaer Herzoglichen Bibliothek auf Schloss Friedenstein, womit seine nahezu 25 Jahre währende Arbeit an den 3300 orientalischen Handschriften der Gothaer Bibliothek begann, die von ihm in acht Bänden katalogisiert und der Wissenschaft zugänglich gemacht wurden. Darüber hinaus bearbeitete Pertsch die persischen und türkischen Handschriften der Preußischen Staatsbibliothek in Berlin.
1874 übernahm Pertsch die Leitung des Münzkabinetts in Gotha. Seine hervorragenden Sprachkenntnisse und seine Sorgfalt bei der Bestimmung und Beschreibung der Münzen waren von unschätzbarem Vorteil seines Wirkens auf numismatischem Gebiet. So verstand er es auch, den Zusammenhang zwischen Münzfunden und historischen Aussagen herzustellen.
1879 erfolgte seine Ernennung zum Oberbibliothekar. 1883 wurde er zum Direktor der Wissenschaftlichen Anstalten auf Schloss Friedenstein berufen. Er war ab 1888 korrespondierendes Mitglied der Preußischen Akademie der Wissenschaften sowie ordentliches Mitglied der Sächsischen Akademie der Wissenschaften zu Leipzig. Außerdem gehörte er der Akademie der Wissenschaften zu Göttingen an. Die Bedeutung des wissenschaftlichen Wirkens von Wilhelm Pertsch resultiert in erster Linie aus seinen mustergültigen Katalogen der orientalischen Handschriften in Gotha und Berlin.
Wilhelm Pertsch fand seine letzte Ruhestätte auf dem Gothaer Friedhof IV. Bei dessen Beräumung im Jahre 1951 wurde der Grabstein Pertschs gesichert, der heute im Ehrenhain auf dem Hauptfriedhof steht.

## Schriften (Auswahl)
- Drei Vorträge. Herausgegeben von Rudolf Ehwald. Friedrich Andreas Perthes, Gotha 1900.
- Die arabischen Handschriften der Herzoglichen Bibliothek zu Gotha. 4 Bände. Gotha 1878–1892.